# Pelochares versicolor
Pelochares versicolor é uma espécie de insetos coleópteros polífagos pertencente à família Limnichidae.
A autoridade científica da espécie é Waltl, tendo sido descrita no ano de 1833.
Trata-se de uma espécie presente no território português.